# Frans Vervloet
Frans Vervloet (Mechelen, 20 januari 1795 – Venetië, 11 mei 1872) was een Belgisch kunstschilder, tekenaar en lithograaf uit de romantiek, gespecialiseerd in stadsgezichten (vedute) en kerkinterieurs. Hij hoorde ook tot de School van Posillipo.

## Levensloop

### Studietijd en beginjaren
Frans Vervloet werd geboren als zoon van Martinus Rumoldus, kleermaker, en Clara de Muyter (afkomstig uit Machelen). Hij had twee broers: Jan (1790-1869), die ook kunstschilder was en van wie hij ook lessen kreeg, en Thomas, die het bracht tot substituut bij de Rechtbank van Eerste Aanleg te Mechelen.
In 1809 liet Vervloet zich inschrijven aan de Koninklijke Academie voor Beeldende Kunsten van Mechelen. Hij volgde er de lessen van de professoren J.J. de Raedt, een schilder van portretten en religieuze en historische taferelen, en Jan Frans van Geel, beeldhouwer en directeur van de Academie sedert 1807. In 1810 begon hij architectuur- en meetkundeonderricht (onder andere de kennis van de vijf klassieke bouworden) te volgen bij Pieter-Frans De Noter, een veduteschilder; dat waren lessen die enkel op zon- en feestdagen werden gegeven. Met evenveel vlijt volgde hij daarna – tot in 1815 – lessen in perspectiefleer bij dezelfde De Noter.
Pas in 1812 begon Vervloet eigenlijk te schilderen. In de tentoonstelling die in 1814 georganiseerd werd door de Société pour l’encouragement des Beaux-Arts de Bruxelles, stelde hij enkele schilderijen ten toon, in hoofdzaak kopieën naar oude meesters zoals Rubens, van Baelen, e.a. Maar in die tentoonstelling was ook zijn allereerste stadsgezicht (veduta) te zien: "Gezicht op een deel van de Befferenstraat gezien vanuit mijn dakvenster". Het was een aquarel, gestoffeerd met ongeveer zestig kleine personages.
Een jaar later exposeerde hij zijn eerste genretafereel, "Interieur van een wasserij", alsook een trompe-l’oeil-schilderij dat een kader met 37 gravures weergeeft, die met de pen zijn nagebootst. In 1815 beëindigde Vervloet zijn opleiding bij J.J. de Raedt.
Van die tijd dateert het begin van zijn activiteiten als kunsthandelaar en restaurateur, die hij samen met zijn broer Jan uitoefende en die hij voortzette tot aan het einde van zijn "Belgische" periode. In zijn dagboek vindt men de weerklank van die artistiek-commerciële bedrijvigheid.
In 1816 nam Vervloet deel aan twee wedstrijden: een architectuurwedstrijd in Amsterdam voor het ontwerp van een monument ter ere van de Prins van Oranje in Soestdijk (waarvoor hij een eervolle vermelding verkreeg) en een Mechelse wedstrijd voor zowel schilderkunst, beeldhouwkunst als architectuur met als onderwerp een allegorie van het huwelijk van de Prins van Oranje met Anna Paulowna, groothertogin van Rusland (niet bekroond in de sectie schilderkunst, waar J.B. Maes laureaat werd, maar bedacht met een gouden eremedaille in de sectie architectuur).
Vervloet gaf in die tijd reeds blijk van een grote en uiteenlopende interesse: hij bezocht gedurende enkele dagen het slagveld van Waterloo en maakte er vele schetsen. Hij bezocht en tekende een koepokkenzaal (toen zeer actueel onder andere wegens de problematiek van de inentingen) in een hospitaal; hij schilderde diverse interieurs die heel waarheidsgetrouw werden weergegeven.
Hij was een trouw bezoeker van de kunstsalons te Gent en Antwerpen en bezocht de ateliers van destijds beroemde schilders: Joseph Odevaere, Joseph Paelinck, de beroemde Franse banneling Louis David in Brussel, zijn leermeester P.Fr. de Noter en de vermaarde schilder van kerkinterieurs Joseph-Chrétien Nicolié. Ook met François-Joseph Navez stond hij op goede voet. Hij bezocht zo veel mogelijk privé-verzamelingen en musea.

### Succes met kerkinterieurs

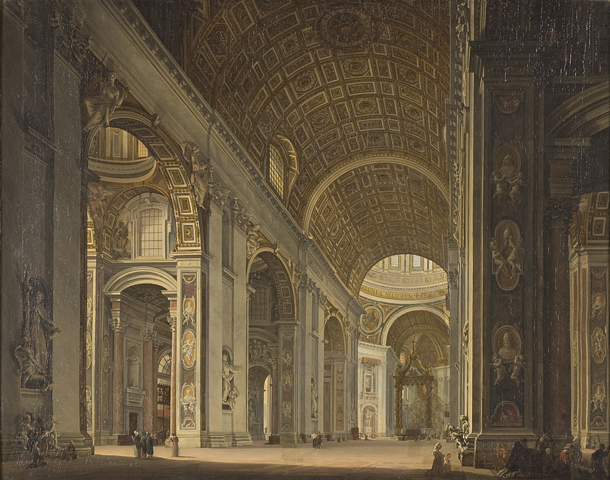
Interieur van de Sint-Pietersbasiliek in Rome

Een eerste doorbraak kwam in 1817 tot stand met het interieurschilderij "De aanstelling van bisschop F.A. de Méan in de Sint-Romboutskerk te Mechelen in 1817" (Rome, privé-verz.). Het werd unaniem bewonderd door verzamelaars en handelaars, die het bij Vervloet thuis kwamen bewonderen. Het vormde zowat de aanzet tot Vervloets lange reeks kerkinterieurs, die nu nog een groot deel van zijn roem uitmaken: hij schilderde niet alleen Belgische kerkgebouwen, maar ook Duitse (bijvoorbeeld de Dom in Aachen), “Nederlandse” (België en Nederland vormden van 1815 tot 1830 één staat) (Utrecht) en later ook Italiaanse. Een bekend interieur is een "Binnengezicht van de Mechelse Sint-Romboutskerk", ditmaal genomen in de richting van het monumentale orgel (1820).

### Lesgever aan de Academie en themaverandering
In 1818 werd Vervloet aangesteld als assistent-lesgever aan de Mechelse kunstacademie.
Vanaf september van dat jaar legde hij zich naar eigen zeggen ook meer en meer toe op de pure veduteschildering: stadsgezichten of "interieurs de villes" zoals hij ze heette. Een voorbeeld hiervan is het "Gezicht op Sinte-Goedele te Brussel" (1822; nu in het Bonnefantenmuseum in Maastricht).
Vervloet verbleef in 1821-22 trouwens vaak in Brussel. Hij bezocht er – enorm leergierig als hij was – musea, ateliers, privé-verzamelingen en openbare veilingen. Naast het bovengenoemde gezicht op de kerk van Sint-Goedele ontstonden vedute met de Zavelkerk, het Begijnhof en het Sint-Michielsplein (nu Martelarenplein) als onderwerp. In andere steden (Antwerpen, Gent, Leuven, Luik, Aken, Utrecht, Amsterdam) herhaalde zich hetzelfde scenario met bezoeken aan musea, monumenten, verzamelaars (onder andere zijn bewonderaar en mecenas Roothaan in Amsterdam), kunstenaars.

### In de ban van Italië
Op dat ogenblik nam Vervloets leven echter een geheel andere wending. Hij had begin april 1822 vanwege de Société pour l’encouragement des Beaux-Arts de Bruxelles totaal onverwacht een reis- en studiebeurs voor twee jaar naar Italië gekregen. Eind juni 1822 vertrok hij als pensionaris, voorzien van de nodige aanbevelingsbrieven van wereldlijke en geestelijke personaliteiten. In juli-augustus 1822 verbleef Vervloet tijdens een lange tussenhalte te Parijs. Hij gebruikte ook hier zijn tijd zeer intens voor het bezoeken van musea, tentoonstellingen en monumenten. Hij maakte er een aantal schetsen en schilderijen met de Quai de l’Horloge en de Saint-Germainkerk (verkocht aan de Hollandse verzamelaar Roothaan). Op 15 augustus 1822 vertrok Vervloet uit Parijs naar Italië, in gezelschap van kunstschilder J.B. Maes. Op 26 september kwamen ze in Rome aan.
Vervloet vestigde zich “chez Donna Martha” in de Via Sistina 72. Hij bezocht in Rome tegen hoog tempo een groot aantal antieke en moderne monumenten, waarvan hij in zijn dagboek nauwgezet verslag uitbracht. Hij bezocht ook de kunstenaars Antonio Canova en V. Cammucini in hun ateliers, zocht het gezelschap van de landschapschilders H. Voogd (“de Nederlandse Claude Lorrain”), Abr. “Al.” Teerlinck en Martin Verstappen, de gehandicapte, linkshandig werkende meester van Antwerpse origine, op. Herhaaldelijk bezocht hij de Nederlandse ambassadeur Reinhold, die rondom zich een aantal kunstenaars zoals M. Kesses, C. Kruseman, J.B. Maes en Vervloet zelf verzamelde. Ook met andere kunstenaars had hij contact, bijvoorbeeld met L. Robert, Fr. M. Granet, J.N. Byström, J.A. Dräger, Fr. L. Catel, B. Thorwaldsen, J.B. Wicar, de gebroeders Rippenhausen, vader en zoon Suor, J. Alvarez, de Nazarener Fr. Overbeck en J.V. Schnetz.
Hij tekende schetsboek na schetsboek vol, voorzag zijn schetsen van nummers en refereerde ernaar in zijn “dagboek”. Die schetsboeken zijn in de loop der tijd uit elkaar gehaald en losbladig verhandeld, en daardoor nu hopeloos verspreid.
Eind oktober 1822 maakte Vervloet. samen met Cornelis Kruseman en J.B. Maes een eerste excursie in de omliggende gebergtes. Daar ontstonden enkele olieverfstudies, wellicht Vervloets eerste pogingen in het zuivere landschapschilderen.
Vanaf eind 1822 en een heel stuk in 1823 werkte hij met tussenpozen aan een van zijn belangrijkste weken, een "Interieur van de Sint-Pieterskerk te Rome". Aanvankelijk een bestelling, die later wellicht werd afgezegd, stuurde hij het schilderij naar het Salon 1824 in Brussel, waar het door de Nederlandse koning werd aangekocht voor het “Paviljoen Welgelegen” in Haarlem, een museum voor eigentijdse kunst avant la lettre (de collectie is nu geïncorporeerd in het Rijksmuseum). In diezelfde periode werd Vervloet benoemd tot corresponderend lid van de Academie van Amsterdam, doch daarin moet enkel een eretitel gezien worden. Tijdens Vervloets vele omzwervingen door de prachtige natuur in de omstreken van Rome, vaak in gezelschap van zijn vriend-kunstenaar J.B. Maes, groeide meer en meer de neiging tot de landschapschilderkunst. Hij werkte onder andere te Subiaco, Castel Gandolfo, Genzano, Nemi, Zagarolo, Frascati en Palestrina. Opnieuw ging hij zich vervolmaken: in 1823 volgde hij in de Franse Academie te Rome het atelier “schilderen naar levend model”.
Uit een brief van 23 januari 1823 aan kunstschilder F.J. Navez weet men dat Vervloet erg twijfelde welke picturale richting hij zou inslaan, dus twijfelde aan zijn eigen toekomst, overdonderd en in de war gebracht als hij was door al wat hij in de ateliers van vrienden-kunstenaars in Rome te zien kreeg. Uit dezelfde brief blijkt ook hoe moeilijk het voor Vervloet was, om rond te komen met enkel zijn reisbeurs, wat hem tot het maken van kleine werkjes en tekeningen voor de snelle verkoop noopte. Hij was een noeste werker, tegelijk een kunstenaar die zeer gemoedelijk was, vele vrienden telde en daarenboven bijzonder leergierig was.
Op aanraden van de Franse kunstschilder Fr. M. Granet ging hij een tijdlang in Subiaco – ca. 50 km ten oosten van Rome – wonen en werken. Hij woonde er in het Santa-Scolasticaklooser. Oorspronkelijk was het zijn bedoeling er alleen te gaan werken, maar dra vervoegden zich vrienden-collega’s bij hem: J.B. Maes, C. Kruseman, de Rus Abasettel, de Fransen L.E. Watelet, R.Q. Monvoisin en F.A. Fleury. Gedurende de gehele julimaand tekende Vervloet er het klooster, de kerk, de omgeving. Toen hij echter vernam dat de kerk van Sint-Paulus-buiten-de-muren in Rome was afgebrand (15 juli), keerde hij terug naar de Heilige Stad. Hij maakte tal van studies in de geblakerde ruïne. Twee schilderijen met voorstellingen van deze gebeurtenis berusten in het Ufizzi te Florence. Ook andere schilders (onder andere L. Robert, F. Diofebi) vereeuwigden deze gebeurtenis.
In september keerde Vervloet naar Subiaco terug waar hij tot 18 oktober verbleef. Toen keerde hij terug naar Rome en woonde er op een nieuw adres: Via della Rotonda 11. In mei 1824 ondernam hij samen met C. Kruseman en twee kunstenaars die pas eind december 1823 in Rome waren aangekomen, L. Royer en J.S. van den Abeele, een werkexcursie naar Castelnuovo de Soracta, Terni, Narni en Civita Castellana. Op 21 augustus 1824 bood hij zijn vrienden een afscheidsdiner aan. Op 23 augustus verliet hij na een verblijf van twee jaar Rome en vertrok naar Napels.

### Napels. De School van Posilippo
Een aantal kunstenaars in en rond Napels vormden in die tijd de meest vooruitstrevende strekking van de moderne Italiaanse landschapschilderkunst: de zogenaamde School van Posillipo (genoemd naar een dorpje in de baai van Napels), waarvan de Nederlander Antonie Sminck Pitloo een der grote tenoren was. Vervloet zocht contact met hem; zij konden het niet alleen op het professionele, maar ook op het vriendschappelijke vlak goed met elkaar vinden, en ze bleven ook intensief corresponderen, toen Vervloet anno 1834-35 een tijdlang in Venetië ging wonen. In maart 1838 organiseerde Vervloet een verkoopstentoonstelling met werken van Pitloo in het Koninklijk Paleis te Napels, ten voordele van de familie van de plots overleden kunstenaar, en hij opende in maart 1841 een inschrijvingslijst voor een grafmonument voor Pitloo, waarvoor hijzelf de plannen had getekend.
De bekende, toen nog jonge landschapschilder G. Gigante studeerde in 1827 bij Vervloet: hij werd belast met de voorbereidende schetsen van Vervloets schilderijen (replieken naar bestaande werken), die de meester dan nadien voltooide. Naast Pitloo en Gigante had Vervloet in Napels nog contacten met vele andere kunstenaars, onder andere met A. Roberti. Hij realiseerde in Napels een enorme productie die vlot verkocht aan vorsten en edellieden, aan schatrijke toeristen en kunstliefhebbers die de stad bezochten en zijn schilderijen als “souvenirs” van hun Italiëreis meenamen. Vandaar dat Vervloets oeuvre zo breed verspreid is geraakt. De behandelde onderwerpen waren steevast het prachtige landschap van Napels en omgeving, pittoreske stads- en havengezichtjes. Ook Pompeii kwam aan bod. Op een werkje staan toeristen Pompejaanse ruïnes te bekijken met nog de resten van antieke fresco’s op de muren, alles met een afdak afgeschermd voor regen en wind. Andere werkjes zijn dan weer genre-achtig zoals de man met de mandoline en de vrouw met de tamboerijn musiceren op een terras dat overdekt is door langs stokken geleide wijnranken. Het thema werd realistisch benaderd en de weergave van het zonovergoten landschap verleent die werken van Vervloet, en van de “School van Posillipo” in het algemeen, iets onuitsprekelijk bekoorlijks.
Tijdens zijn verblijf in Napels, dat tot 1854 duurde, ging Vervloet nog vaak op reis: Rome en Venetië, Malta en Constantinopel, en driemaal België. Tussen 20 juni en 4 juli 1827 was hij terug in Rome, waar hij tal van vrienden-kunstenaars opzocht: M.I. Van Bree, L.M. Verstappen, J.B. Maes, A. Van Ysendijk, Landtsheer, J.B. De Fiennes, H. Voogd, A. Teerlinck, M. Kessels en L. Royer. Op dat ogenblik poseerde hij voor een portretbuste, die Louis Royer van hem zou maken.

### Venetië
In juli 1854 vestigde Vervloet zich definitief in Venetië. Het vrije en levendige karakter van zijn schilderkunst dat hij in Napels ontwikkeld had, ging nu verloren en werd vervangen door een striktere schilderstijl in de trant van de Vedute van Canaletto.
Frans Vervloet overleed uiteindelijk in Venetië in 1872. Hij ligt er ook begraven op het begraafplaatseiland.

## Situering
De figuur van Vervloet is in België zo goed als vergeten, wat te verklaren is door zijn definitief vertrek naar Italië. In Italië, en eigenlijk ook op de internationale kunstmarkt geniet hij grotere bekendheid. Boeken over de School van Posillipo, zoals dat van R. Causu schenken ruime aandacht aan hem. Als “Belgisch” kunstenaar – Vervloets verblijf in zijn geboorteland valt evenwel volledig in de tijd van het Koninkrijk der Nederlanden en na 1830 maakte hij slechts een paar reizen naar zijn geboorteland – is hij belangrijk op het vlak van de veduteschildering en op dat van de zeldzaam beoefende interieurschildering. Samen met figuren als Pieter-Frans De Noter, P. Poelman, Fr. Boulanger, François Bossuet, François Stroobant, Jan-Michiel Ruyten en Jan-Baptiste Van Moer behoort hij tot de voornaamste Belgische vedutisten van zijn tijd.
Onder de interieurschilders kan hij op een lijn worden geplaatst met V. Genisson, B. Neyt, J. Nicolie en J. Geeraerts.
Als “Italiaan” is hij een van de onbetwiste sleutelfiguren die bijdroegen aan de vernieuwing van de Italiaanse landschapschilderkunst in de vroege 19de eeuw. Hij hoort thuis onder de schilders van de “School van Posillipo” met A. Pitloo, R. Carelli, E. en G. Gigante, G. Smargiassi, P. Mattei, T. Duclere, e.a.
Italië oefende in de tijd van Vervloet ook op andere Belgische kunstenaars een sterke aantrekking uit : Gilles François Closson (1796-1842), Ferdinand de Braekeleer sr. (1792-1883), Eugène Verboeckhoven, Josse-Sébastien van den Abeele (1797-1855), Joseph Paelinck, Nicolas de Fassin (1728-1811), Pierre Joseph François (1759-1851), Joseph-Benoît Suvée, Simon Denis (1755-1813) en nog vele anderen. Toch begon in die tijd de traditie van de obligate Italiëreis al te verzwakken.

## Dagboek
In het Museum Correr in Venetië wordt een onuitgegeven dagboek van Vervloet bewaard; het vierdelige manuscript bevat meer dan duizend bladzijden en verstrekt een schat aan detailinformatie over het dagelijkse leven van Vervloet, naast een reeks geannoteerde schetsen van gebouwen en monumenten.

## Musea
- Aken (Aachen), Suermondt-Museum : twee aquarellen en een schilderij met interieur van de Dom te Aken
- Amsterdam, Rijksmuseum
- Beauvais, Musée Départemental de l’Oise: Doop van de zoon van koning Leopold I – 1833 *Brussel, Kon. Musea voor Schone Kunsten van België
- Firenze, Galleria d’Arte Moderna: De ruïnes van Sint-Paulus-buiten-de-muren in Rome, 1823, verdwenen
- Lausanne, Musée Cantonnal
- Maastricht, Bonnefantenmuseum
- Montréal, Museum of Fine Arts
- Napels, Museum Capodimonte
- Prato, Museo Civico
- Rome, Prentenkabinet : tekeningen met studies van figuren, ontstaan aan de Franse Academie in Roma
- Sorrento, Museo Correale
- Stuttgart, Staatsgalerie : Voetwassing in het refectorium van de *San Maritno in Napels, 1846
- Venetië, Scuola di San Rocco : Gezicht op het Pantheon in Rome, 1825
- Venetië, Museo Correr.

- Gemeinsame Normdatei: 121410412
- International Standard Name Identifier: 0000 0000 6684 4514
- RKD-Nederlands Instituut voor Kunstgeschiedenis: 80738
- Union List of Artist Names: 500006684
- Virtual International Authority File: 77170802
- WorldCat: E39PBJmhVgQfdHypDF8hBQwDMP